# Nasai (Siha)
Nasai ist ein Verwaltungsbezirk (Ward) des Distrikts Siha in der tansanischen Region Kilimandscharo.

## Geografie
Nasai liegt im Nordosten von Tansania etwa 30 Kilometer Luftlinie nordwestlich der Regionshauptstadt Moshi am südwestlichen Abhang des Shira. Der Bezirk grenzt im Norden an Livishi, im Osten an Kirua, im Süden an Songu und im Westen an Sanya Juu. Bei der Volkszählung 2022 lebten 8594 Menschen in 2571 Haushalten auf einer Fläche von 11 Quadratkilometern.

## Gliederung
Der Bezirk besteht aus vier Gemeinden (Mtaa) mit zwölf Orten (Kitongoji):
| Koboko Kusini - Kikwe - Omaro - Nakayale | Koboko Kaskazini - Nasai - Omariny - Mosiny | Nrao Kisangara - Nrao Juu - Nrao Ifumu - Kisangara | Ngiriny - Maniko - Tiriri - Njaru |

## Wirtschaft und Infrastruktur
- Bildung: Die Sanya-Juu Secondary School ist eine staatliche weiterführende Schule, die Mädchen und Burschen bis zur 4. Stufe ausbildet.[8]
- Verkehr: Durch den Bezirk verläuft eine asphaltierte Regionalstraße, die nach Süden zur Nationalstraße T2 und nach Arusha und Moshi sowie nach Norden um den Kilimandscharo bis zur T21 führt.[9]